# Muscoidea
Muscoidea — надродина двокрилих комах підряду Коротковусі двокрилі (Brachycera). Поширені по всьому світі.

## Опис
Анус самців розташований вище основ церк. 10-й стерніт розділений уздовж серединної лінії. 6 і 7-й абдомінальні сегменти самиць диференційовані від попередніх. 8-й абдомінальний стерніт розділений.

## Класифікація
Надродина включає понад 5000 видів у 5 родинах:
- Anthomyiidae
- Fanniidae
- Muscidae
- Scathophagidae
- Gasterophilidae